# Neopopularismo
El neopopularismo es una de las corrientes poéticas que confluyeron en la llamada Generación del 27, donde lo cultivaron especialmente Federico García Lorca, Rafael Alberti, Emilio Prados, Gerardo Diego y Dámaso Alonso, pero su origen se remonta al Postromanticismo español del siglo XIX.

## Evolución
El origen de la poesía neopopularista se encuentra en el grupo de autores posrománticos inspirados por Heinrich Heine, en particular Gustavo Adolfo Bécquer y Augusto Ferrán. También Rosalía de Castro había asimilado la belleza de los cantares populares tradicionales de su región natal en su primer libro, Cantares gallegos. Ferrán publicó dentro de su libro La soledad (1861) algunos cantares populares de la lírica tradicional que luego imitó él mismo en estilo e inspiración. Creó, pues, con el cercano precedente de Antonio de Trueba y su Libro de los cantares de 1852, y junto a Eulogio Florentino Sanz, también traductor de Heine, y su amigo Gustavo Adolfo Bécquer, una poesía popularista centrada en los cantares y al mismo tiempo deudora del postromántico alemán Heinrich Heine. Siguiendo el ejemplo de estos autores inspirados en el Volksgeist nacional se añadieron además Terencio Thos y Codina (Semanario Popular, 1862-1863), Rosalía de Castro (Cantares gallegos, 1863), Ventura Ruiz Aguilera (Armonías y cantares, 1865), Arístides Pongilioni y Villa (Ráfagas poéticas, 1865), Melchor de Palau (Cantares, 1866) y José Puig y Pérez (Coplas y quejas, 1869). El desarrollo del estudio de las tradiciones populares, la etnografía y el folclore y la publicación de colecciones de cantares populares por parte de Antonio Machado y Álvarez, Francisco Rodríguez Marín, Narciso Díaz de Escovar y estudios de otros muchos eruditos sobre la materia, como por ejemplo Rafael Cansinos Asséns, siguió reavivando esta inspiración, a veces emparentada con la más urbana tonadilla escénica. La misma Generación del 98 prosiguió y reverdeció esta corriente y el mismo Miguel de Unamuno intentó escribir un Romancero nuevo y su amigo Antonio Machado, cuyo padre había sido un famoso folclorista, participó en esta corriente con parte de sus libros Campos de Castilla y Nuevas Canciones.
Sin embargo la denominación de esta estética y estilo se debe al profesor Federico Carlos Sainz de Robles. El Centro de Estudios Históricos dirigido por Ramón Menéndez Pidal había reverdecido el estudio del Romancero y de la lírica popular y su estrecho contacto con la Generación del 27 facilitó el influjo de los clásicos anónimos; influyó en ello una magnífica y exitosa antología del padre de la filología española (pasan de cuarenta las reimpresiones), Flor nueva de romances viejos (1928). 
El Neopopularismo fue un movimiento especialmente andaluz, surgido como una reacción contra la literatura demasiado elitista y universalista del Modernismo y la frialdad y hermetismo de las Vanguardias, especialmente del Ultraísmo. Esta vuelta a lo popular no ha de entenderse como sinónimo de rusticidad. Pertenecen al neopopularismo las primeras obras de Rafael Alberti, Marinero en tierra y El alba del alhelí, entre lo mejor del poeta gaditano. También Federico García Lorca con su Romancero gitano, (1928), uno de sus grandes éxitos. Consta el libro de 18 romances de carácter descriptivo y dramático. El segundo libro suyo dentro de esta tendencia fue Poema del cante jondo, donde se acentúa la estilización dramática de lo popular andaluz. 
Trata de imitar la métrica y el espíritu popular (Volksgeist) de la lírica tradicional incluida en los cancioneros del Renacimiento, como los de Gil Vicente y Juan del Encina, así como los poemas del Romancero viejo y los incluidos en algunas de las obras de Lope de Vega, que puso de moda la edición de José Fernández Montesinos en Clásicos Castellanos, muy leída por Gerardo Diego, a quien se debe el famoso Romance del río Duero.
Fue el movimiento más eficaz contra el Modernismo y también contra los ismos previos a él. Al modernismo lo puso una temática tradicional y un juego preciosos de imágenes nuevas. El regreso a lo popular afecta a los temas y a la métrica. Utilizaron el romance, las coplas y las formas realistas graciosas de los cancioneros medievales.